# Nanon
Nanon ("Nanon, die Wirtin »Zum goldenen Lamm«") är en operett i tre akter med musik av Richard Genée och libretto av Camillo Walzel under sin pseudonym "F. Zell". Den hade premiär den 10 mars 1877 på Theater an der Wien i Wien.

## Historia
Richard Genées operetter tillhör Operettens guldålder, även om han som kompositör aldrig nådde samma erkänsla som sina konkurrenter Carl Millöcker, Johann Strauss den yngre och Franz von Suppé, för vilka han tillsammans med Camillo Walzel skrev otaliga libretton.

## Personer
- Nanon Patin, värdshusvärdinna på "Zum goldenen Lamm" (Sopran)
- Marquis d'Aubigné (Tenor)
- Ninon de Lenclos (Alt)
- Gaston, Ninons page (Subrett)
- Hector de Marsillac (Tenorbuffo)
- Marquis de Marsillac, Teaterdirektör (Tenorbuffo)
- Kung Ludvig XIV (Skådespelare)
- Madame de Maintenon (Skådespelare)
- Madame de Frontenac (Mezzosopran)
- Grevinnan Houlières (Alt)
- Abbé Platre (Bas)
- Pierre (Tenorbuffo)
- En korpral (Bas)
- Bombardini, Tamburmajor (Skådespelare)
- En tjänare (Skådespelare)
- En källarmästare (Skådespelare)
- En soldat (Skådespelare)
- Albert, Ninons kusk (Skådespelare)

## Handling
Plats: Paris
Tid: 1685
Markisen d'Aubigné har länge haft ett gott öga till Nanon, värdinnan på värdshuset "Zum goldenen Lamm". Men eftersom det är förbjudet för en adelsman att gifta sig med en vanlig person avslöjar han inte sitt riktiga namn för henne. För Nanon är han trumpetaren Grignon. Hans kampanj för den eftertraktade skönheten visar äntligen den förväntade framgången. Hon bekänner inte bara sin kärlek till honom, utan avslöjar också för honom önskan att bli hans fru. Detta blir för mycket för markisen. Han vill bara behålla henne som sin älskarinna. När Nanon förbereder sig för bröllopet bryter markisen förbudet mot duell som infördes av kungen och arresteras - och undgår därmed äktenskapet.
Nanon är desperat. Hon undrar hur hon ska rädda sin älskare. Hon beslutar sig för att vända sig till den inflytelserika Ninon de Lenclos. När hon får audiens möter hon en man som ser förvånande lik hennes älskade trumpetare Grignon. Han presenteras för henne som "Marquis d'Aubigné". Den intet ont anande Nanon tycker att likheten bara är en tillfällighet.
Markisen d'Aubigné observerar i hemlighet hur Hector de Marsillac behandlar sin vördade Nanon mycket våldsamt. Nu kan han inte längre hålla tillbaka. Som hetsporre provocerar han ytterligare en duell. Han skadar sin motståndare Hector de Marsillac, vilket innebär att han arresteras igen.
Nanon gör allt för att hjälpa sin älskare. Som en sista utväg vänder hon sig till kungen - och se: Ludvig XIV ger order att markisen d'Aubigné ska släppas omedelbart. Nu går det upp för Nanon att hennes förmodade Grignon och markiserna är en och samma person. Hon tror redan att hon måste avstå från sin kärlek till honom på grund av skillnaden i klass när ett litet mirakel händer: Markisen är så rörd att Nanon har offrat sig själv för honom. Nu vill han också göra något för henne. Han vänder sig till Madame de Maintenon, som är väl bekant med Ludvig XIV, för att få hjälp. Det lyckliga slutet väntar inte länge. Kungen förordnade att markisen d'Aubigné, som adelsman, skulle få gifta sig med den borgerliga hyresvärdinnan Nanon.